# Älgetjärnen, Hälsingland
Älgetjärnen är en sjö i Hudiksvalls kommun i Hälsingland och ingår i Delångersåns huvudavrinningsområde.